# トットちゃん!
『トットちゃん!』は、テレビ朝日系の『帯ドラマ劇場』枠の第1期（毎週月曜 - 金曜12時30分 - 12時50分）にて2017年10月2日から12月22日まで放送された、同枠第1期の第2弾となる帯ドラマ。全60回。女優・黒柳徹子の半生とその家族の物語を大石静の脚本、清野菜名と松下奈緒のダブル主演によりテレビドラマ化した。

## 概要
黒柳徹子が生まれる4年前の1929年（昭和4年）の黒柳の母・朝と父・守綱の出会いから始まり、戦中・戦後の苦難の年月を経て、稀代のスターが誕生する過程とその個性が巻き起こす数々の逸話を昭和の芸能史、テレビ史を背景に笑いと涙で描く。これまで映像化されることのなかった『窓ぎわのトットちゃん』時代の逸話も抜粋し、テレビ女優の第1期生として活動したNHK時代や、はじめて明かされる「国境を越えた恋」など、波乱万丈な黒柳の半生に迫る。
ダブル主演の1人、黒柳徹子役を演じる清野菜名は本作が全国ネットの連続ドラマ初主演となり、「帯ドラマ劇場」枠の前作『やすらぎの郷』でのさわやかで透明感あふれる演技が制作陣の目に留まり本作への起用に至った。
脚本は「ラブ・ストーリーの名手」と称される大石静が担当。「黒柳の恋愛体験をドラマで描くこと」をテーマに本作に臨んだ大石は黒柳に過去の恋愛体験の告白を迫り、黒柳は数日間の熟慮の末で人生初めて「海を隔てた恋」の恋愛秘話を明かした。
主題歌は、黒柳の熱望により黒柳と親交のある福山雅治が「トモエ学園」を提供。黒柳の父・守綱が名高いヴァイオリニストだったことに敬意を表し、弦楽四重奏を中心とした編曲に仕上げている。福山のライブなどでサポートバンドを務め、実際にトモエ学園の編曲を務めた井上鑑の父親である井上頼豊は守綱とともにシベリア抑留中に「沿海州楽劇団」としてハバロフスク地方沿海部の日本軍捕虜収容所の巡回・慰問にあたっており、福山は「不思議な縁を感じる」と自らのラジオ番組でコメントしている。
ドラマ制作にあたり黒柳は期待のコメントを寄せた。
本作の直前には黒柳が司会を担当するトーク番組『徹子の部屋』が放送されており、「徹子（トット）の前は徹子。徹子の後は徹子（トット）。」のキャッチコピーのもと、CMを挟まずに完全リレーで放送することにより相乗効果を狙った。
初回の番組平均視聴率は5.8%を記録（ビデオリサーチ調べ、関東地区・世帯・リアルタイム。以下略）。最終回には番組平均視聴率7.4％を記録し、第39話（2017年11月23日・勤労感謝の日）に記録した自己最高タイ記録で有終を飾った。全話平均は6.0％を記録し、『帯ドラマ劇場』枠での前作『やすらぎの郷』を超える数字を残した。

## あらすじ
参考：公式サイトあらすじ
昭和4年（1929年）、東京の叔父夫婦の家に下宿し東洋音楽学校で声楽を学ぶ学生の門山朝は、年末の帝都交響楽団主催の第九演奏会に合唱団員として参加し、コンサートマスターを務めるヴァイオリニスト・黒柳守綱と出会う。守綱と互いに恋に落ちた朝は、演奏会の終演後守綱に導かれるまま芸術家たちの住む乃木坂上倶楽部を訪れ、そのまま駆け落ちして守綱のもとで暮らし始める。
年が明け、朝を青年医師と結婚させ自身が営む医院を継がせたい朝の父・周通が北海道から上京し乃木坂上倶楽部を訪ねるが、朝は抵抗し、周通は朝を勘当する。間もなく朝は守綱と結婚し、音楽と朝以外には無関心な守綱との新婚生活を始める。苦しい生活の中洋服の仕立てをして家計をやりくりする朝は、昭和8年（1933年）夏、徹子を出産する。徹子の誕生を機に一家は「乃木坂上倶楽部」を出て、北千束に借家を借り生活を始める。やがて徹子の弟・明児が誕生し、犬のロッキーが一家に加わる。
昭和14年（1939年）春、徹子は尋常小学校へ入学する。授業中に自由に振る舞い、机の蓋を開閉したり、画用紙からはみ出す巨大な絵を描いたり、チンドン屋を呼び寄せ東京音頭を踊ったりして担任に注意されてばかりの徹子に、夏休みを前に朝は校長から呼び出され徹子を自主的に転校させるよう言い渡される。
新たな学校を探す中で個性を重んじる教育方針の「トモエ学園」の存在を知った朝は、徹子を連れて「トモエ学園」の小林校長を訪ねる。徹子は晴れて「トモエ学園」への入学を認められ、次第に戦争の影が忍び寄る中、初恋の相手・幸司や小児麻痺で手足が不自由な郁夫らの級友とともにのびのびと学びはじめる。
翌昭和15年（1940年）春、朝は守綱の勧めで徹子と明児を連れて、10年ぶりに北海道の実家へ里帰りし母・三好と再会するが、父・周通は朝たちと頑なに会おうとしない。帰路の列車の中、朝たちは偶然乗り合わせた青森のリンゴ農家と知り合いになる。2年生に進級した徹子は郁夫を手助けして一緒に木に登り、郁夫からアメリカで開発されいつか世界を変えるという「テレビジョン」について聞かされるが、「テレビジョン」が見られるまで生きていたいとの願う郁夫は2学期を待たずして亡くなる。
太平洋戦争に突入し、昭和19年（1944年）春となって戦局が厳しくなる中で、徹子が傷病兵を見舞う間にロッキーが軍によって連れ去られ、続いて明児が脚の傷がもとで敗血症により亡くなる。秋となり、帝都交響楽団が活動休止となった守綱のもとに召集令状が届く。歩兵第1連隊に入隊した守綱に面会した朝と徹子は同夜の部隊出発を知って、夜の品川駅で守綱を見送る。
年が明けると空襲が激化して、トモエ学園の生徒も大半が疎開し、3月10日の東京大空襲を機に朝も徹子を連れて疎開を決意する。津軽海峡を渡るのは危険と判断した朝は、以前に列車内で知り合った青森のリンゴ農家に手紙を書き、徹子とともに小林校長に礼と別れを告げると、上野駅から列車に乗り、長旅の末青森・北戸村に辿り着く。
3月末、朝と徹子は青森・北戸村の佐々木家のもとで生活を始める。まもなく朝は村の農業会事務所で働き始め、徹子は村の国民学校に通い始める。徹子が佐々木家の牛を逃してしまう事件が起き、朝は佐々木家の畑の片隅の小屋を借りて徹子と2人で暮らすことを決意する。朝は農業会に加えて村の主婦たちのもんぺの仕立てで懸命に働き、徹子もしだいに青森での生活に馴染む中、やがて夏となり終戦を迎える。
昭和23年（1948年）、徹子は高校生となり、朝は農業会を辞めて青森と東京を往復しつつ行商で生計を立てている。消息不明の守綱がシベリアで抑留中であることを新聞記事で知った朝は、行商で貯めた金で東京に家を建て守綱の帰りを待つことを決意し、徹子は村で興行を行った旅一座に「100年に1人の逸材」と見込まれ次期座長にと誘われるものの、その誘いを断って朝とともに東京へ戻る。
昭和24年（1949年）、朝とともに東京に着いた徹子は闇市で出会った男性に恋心を抱く。北千束に建てた新しい家での生活が始まり、朝と徹子は焼け残った乃木坂上倶楽部を訪れ住人たちと再会を果たす。闇市で会った男性が牧師だと知った徹子は教会へ頻繁に足を運ぶようになるが、婚約者の女性を紹介され落胆する。そんな折、朝の父・周通の訃報が届き、朝は徹子を連れ北海道・原乃の実家へ里帰りする。
12月となり、シベリアに抑留されていた守綱が復員するとの報が届く。朝と徹子は守綱を駅に出迎え、一家は5年ぶりに幸せな時間を過ごす。まもなく守綱はかつての同僚に請われて帝都交響楽団のコンサートマスターへ復帰し、徹子はオペラ歌手に憧れて母と同じ東洋音楽学校に進学する。

## 登場人物

### 黒柳家
黒柳 徹子（くろやなぎ てつこ）
演 - 清野菜名（幼少期：豊嶋花）
主人公。口癖は「あらまっ」。細かいことが気になってしまう質。
黒柳 朝（くろやなぎ ちょう）
演 - 松下奈緒
徹子の母。旧姓は門山。
黒柳 守綱（くろやなぎ もりつな）
演 - 山本耕史
徹子の父。バイオリニスト。
黒柳 明児（くろやなぎ めいじ）
演 - 伊藤駿太
徹子の弟。敗血病のため幼くして亡くなる。
ロッキー
黒柳家で飼われていたシェパード犬。戦時中に軍に引き取られていった。
赤田 市子（あかだ いちこ）
演 - 野村麻純
お手伝いさん。訛りが強い。テレビ女優を目指す徹子を密かに応援する。徹子と違い、早口言葉が得意。
田口 修治（たぐち しゅうじ）
演 - 日向丈
徹子の伯父。守綱の兄。

### 井上家
井上 宏（いのうえ ひろむ）
演 - 高田純次
朝の母方の叔父。新聞社経理部勤務。
温和な人柄だが押しが弱い面があり、周通には逆らえない。
戦時中に死去する。
井上 えつ（いのうえ えつ）
演 - 八木亜希子
朝の叔母。宏の妻。
朝の今後を優しく見守っており、守綱との婚姻届提出の際には一役買う。
朝が仕立て屋を始める頃には、お客第一号となる。
戦時中に宏と死別し、戦後は煙草屋を切り盛りしている。

### 門山家
門山 周通（かどやま しゅうつう）
演 - 佐藤B作
朝の父。徹子の祖父。医師。北海道・原乃町で門山医院を営み、町民からは神と慕われる。
厳格で融通は利かない。朝と守綱の結婚にも反対し、勘当を言い渡す。
朝が徹子を連れて帰郷した際は冷たく迎え入れるが、布団の中では涙していた。
門山 三好（かどやま みよし）
演 - 古村比呂
朝の母。徹子の祖母。周通の妻。
貞淑で夫には口答えしない。
一方、朝と守綱の結婚には賛成している。
河合 茂子（かわい しげこ）
演 - 山下容莉枝
門山医院の看護師。
周通の言いなりで、三好には冷淡な態度で接する。
周通亡き後は三好に非礼を詫び、三好と医院を守っていく。
児玉 久興（こだま ひさおき）
演 - 本多力
青年医師。朝の婚約者。

### 乃木坂上倶楽部
シイナさん
演 - 小澤征悦
乃木坂上倶楽部1階で喫茶店を営んでいる。本名は椎名 昭造（しいな しょうぞう）。
父がインド人、母が日本人のハーフであり、挨拶は｢ナマステ｣。ハーフ故に差別されることもあったと語る。
学校から徹子の退学を言い渡され途方に暮れる朝に、たまたま見た新聞記事からトモエ学園を紹介した。
作るカレーは絶品で、出兵先の横須賀で専属料理人になったり、それを聞いて食べに来る人もいるほど。
エミーとの結婚後、移動販売で全国巡業を思いつき、乃木坂倶楽部を閉める。
伊藤 華子（いとう はなこ）
演 - 高岡早紀
乃木坂上倶楽部の住人。国際的建築家の未亡人。
かつては夫とパリで生活していたが、夫の病気が悪化したために帰国し、未亡人となってから乃木坂上倶楽部で生活している。
少々浮世離れした言動もするが、乃木坂上倶楽部のリーダー的存在。
黒柳母娘と同時期に知り合いがいる呉にエミーと共に疎開し、無事終戦を迎え、倶楽部に帰って来る。
後にフランスに一人旅に出る。
ダニー 市川（ダニー いちかわ）
演 - 新納慎也
乃木坂上倶楽部の住人。社交ダンスのダンサー。エミーの前夫。
守綱より前に召集令状（白紙）が来たために出征するも、帰還後、エミーとは喧嘩が絶えなくなり、別れてしまう。
その後はニューヨークに移住し、役者となってミュージカルなどに出演している。徹子がニューヨークに演技修行へ行った際に再会した。
後に『徹子の部屋』にも出演。
エミー 市川（エミー いちかわ）→エミー→椎名恵美子（しいな えみこ）
演 - 凰稀かなめ
乃木坂上倶楽部の住人。社交ダンスのダンサー。ダニーの元妻。旧姓は有澤で伯爵家の令嬢だったが、ダニーと駆け落ちした過去を持つ。
無事に終戦を迎えられ、華子と共に倶楽部に帰って来るが、ダニーと喧嘩が絶えなくなり、別れてしまう。
のちに、紆余曲折あってシイナさんと愛し合うようになり、彼のプロポーズを受けて結婚する（が、その後もダニーのことは心配している）。
上原 かなえ（うえはら かなえ）
演 - 黒坂真美
乃木坂上倶楽部の住人。「浅草とんぼ座」の女優。富夫の妻（かなえのほうが3歳年上）。
後にラジオドラマにも出演するようになるが、終戦直前の空襲によって還らぬ人となる。
上原 富夫（うえはら とみお）
演 - 隈部洋平
乃木坂上倶楽部の住人。「浅草とんぼ座」座付き作家。かなえの夫（富夫のほうが3歳年下）。
NHK専属になった徹子とはNHKで久々の再会を果たした。

### トモエ学園
小林 宗作（こばやし そうさく）
演 - 竹中直人
トモエ学園校長。入学前の校長室での面接では徹子の話を何時間も聴いてくれ、生徒としても受け入れてくれた。
口癖は「みんないい子だ」。郁夫の努力する姿も認めており、手を貸し過ぎる三輪先生を注意していた。
三輪 康子（みわ やすこ）
演 - 宮﨑香蓮
トモエ学園の新任教師。
前述の小林からの注意によると、尋常小学校の「お国のために命を捨てる」という教育に耐え兼ね教師を辞職し、トモエ学園にたどり着いたとのこと。
福元 郁夫（ふくもと いくお）
演 - 横山歩
トモエ学園の児童。生まれてすぐかかった小児麻痺のため手足に障害を持ち、身体も弱く、内臓にも病気があった模様（校長先生はお腹の中も弱かった、と話していた）。
どこか達観した物の見方をするが、諦めずに挑戦する強い心を持っていた。また、徹子には海外でのテレビの話をしてくれた。
数ヶ月後、校長先生から、8月30日に7歳で亡くなったことが語られ、徹子は葬儀で号泣した。
菊池 幸司（きくち こうじ）
演 - ささきゆうた
トモエ学園の児童。徹子の初恋相手。徹子は毎日鉛筆を削ってあげるなど、甲斐甲斐しくお世話をしていたが迷惑そうにしていた。
その後はアメリカで物理学者になったが、ナレーターによれば「性格は相変わらずだった」とのこと。
『徹子の部屋』の出演も誘われたが、断っている。

### 青森の疎開先
佐々木 トメ（ささき トメ）
演 - 中村メイコ
伸夫の母。
佐々木 伸夫（ささき のぶお）
演 - 宮川一朗太
青森・北戸村のリンゴ農家。トメの息子。
佐々木 八重（ささき やえ）
演 - いしのようこ
伸夫の妻。
鴨田（かもた）
演 - 永島敏行
農業会会長。朝の上司。
畑 栄（はた さかえ）
演 - 郭智博
郵便局員。戦地から引き揚げてきた自分に分け隔てなく接する朝に感謝する。徹子とは、朝への態度を色々からかわれながらもうまくやっている。

### その後、徹子と出会う人たち
井川 咲子（いがわ さきこ）→久松 咲子（ひさまつ さきこ）
演 - 趣里
徹子の通う東洋音楽学校の同級生。気が強く、徹子から「井」が音楽記号の♯に似ていることから「シャープさん」とあだ名を付けられる。最初は徹子とはソリが合わなかったものの、後に親しくなる。
卒業後はNHKに受かるも途中でリタイアとなり、その後は楽団に頭を下げるも叶わず、学校を受け直してメイクアップアーティストになり、徹子と仕事をする。
その後、久松に告白する形で親しくなり、後に結婚。4人の子宝に恵まれる。
鐘坂 史郎（かねさか しろう）
演 - 遠藤雄弥
元国民学校教師。
NHK専属の最終選考まで残った1人。
当初は緊張した様子だったが、徹子とは意気投合し、NHKの食堂で「アジフライにはソースか、醤油か」と和やかに会話をしていた。
課題の朗読をうまくこなせないなど、次第に自身の能力に限界を感じ、辞めていく。
里見京子（さとみ きょうこ）
演 - 瀬戸さおり
徹子の同期。
『ヤン坊ニン坊トン坊』ではヤン坊を演じる。
横山道代（よこやま みちよ）
演 - 山谷花純
徹子の同期。
『ヤン坊ニン坊トン坊』ではニン坊を演じる。
向田 邦子（むこうだ くにこ）
演 - 山田真歩
人気脚本家・作家。のちに徹子と友情を育み、徹子は毎日のように向田の部屋へ通う仲となった。
よく手料理を振る舞われ、しかも手早く、徹子はその味が大好きだった。
遅筆で有名だったが、理由は「早く台本を仕上げると役者が余計な芝居をしすぎるから」と語っていた。
1981年8月22日、遠東航空103便墜落事故により、留守電に旅行へ行くメッセージを残したまま51歳の生涯を閉じた。
渥美 清（あつみ きよし）
演 - 山崎樹範
俳優。最初の頃は怖い印象だったが、交流を重ね、徹子が「お兄ちゃん」と慕い、徹子は「お嬢さん」と呼ばれる関係を築く。
出会った頃は「役者は土足で舞台に上がるのは許されない」として靴は脱ぎ、音声スタッフが困るほどの大声で芝居をしていた。
後に『男はつらいよ』シリーズが当たり、国民的俳優となった。
松竹撮影所で徹子と再会するまで、あまり連絡をしていなかったが、徹子は「温泉にでも行っていた」と思っていた。その後、蕎麦屋にて一緒に食事をした際には、病によって体調がかなり悪く、ほとんど食事をしていなかった。別れる際、徹子から教わった『星の王子さま』の一節の話をしたが、それが徹子が生きた渥美を見た最期となった。
坂本九（さかもと きゅう）
演 - 林部智史
『上を向いて歩こう』が大ヒットした歌手。
中村八大（なかむら はちだい）
演 - 崎本大海
『上を向いて歩こう』などの作曲者。
永六輔（えい ろくすけ）
演 - 育之介
『上を向いて歩こう』などの作詞者。60年近く交流が続くことになる。
弘田三枝子（ひろた みえこ）
演 - 島本真衣（テレビ朝日アナウンサー）
『人形の家』が大ヒットした歌手。
笠置シヅ子（かさぎ しづこ）
演 - もも（チャラン・ポ・ランタン）
戦後に「ブギの女王」と呼ばれた国民的歌手。アコーディオン弾き（演 - 小春〈チャラン・ポ・ランタン〉）を引き連れている。
カール・祐介・ケルナー（カール・ゆうすけ・ケルナー）
演 - 城田優
語学堪能な国際的ピアニスト。徹子の恋の相手。
シイナ同様に日本人と外国人のハーフのため、多少カタコトながら日本語の対話は可能（早口の日本語は聞き取れない）。
互いに多忙だったため、1年に数回しか逢えなかったが、ずっと徹子とは両思いだった。後に病を患い、車椅子生活となってしまう。
飛行機の都合でスイスに来た徹子とはカーテン越しに再会し、徹子には聞こえない小さな声で｢徹子に会えて、いい人生だった｣と呟いた。その後、1996年11月10日に亡くなる。徹子は今でも彼の白いハンカチをガラスの箱に入れて保管している。
野際 陽子（のぎわ ようこ）
演 - 真瀬樹里
NHKアナウンサー（のちに女優）。NHKで徹子がセリフを覚えていたときに出会い、親友になる。
結婚と離婚を経て、嫁姑ドラマで人気を博した頃から徹子との交流が再び始まり、『徹子の部屋』にも度々出演している。
久松 勇（ひさまつ ゆう）
演 - 三宅健
NHKフロアディレクター。後にNET（現・テレビ朝日）に移籍して『13時ショー』『徹子の部屋』の立ち上げにも関わる。
徹子と関わるうちに、どんどん徹子に惹かれていくようになり、告白するが、あえなく玉砕し、渥美から慰められた（なお、「徹子の真っ直ぐで正直なところに好意を持った」様子）。
その後は、井川から告白される形で親しくなり、結婚。4人の子宝に恵まれる。
河毛 博（かわけ ひろし）
演 - ディーン・フジオカ
アメリカ帰りのNHK講師。徹子にはテレビの可能性を教えてくれた。
飯沢匡（いいざわ ただす）
演 - 高橋克典
劇作家。徹子を『ヤン坊ニン坊トン坊』に抜擢する。
周囲から「普通の芝居」を求められ、悩んでいた中での大役であったが、困惑する徹子には「そのままでいい」と言ってくれた。
後年、徹子は師と慕い、必ず「先生」と付けている。
大岡 龍男（おおおか たつお）
演 - 里見浩太朗
NHK局員。NHK放送劇団5期生の担任であり面接官でもあった。
徹子のことは「トットさま」と呼んでいた。
「プロフェッショナルとは、積み重ね、努力すること」と教えてくれた。
沢村貞子（さわむら さだこ）
演 - 浅野ゆう子
昭和を代表する名女優。徹子が「かあさん」と慕い、よく自宅を訪れていた。
大橋恭彦（おおはし やすひこ）
演 - 橋爪淳
貞子の夫。徹子が「とうさん」と慕う。
森繁久彌（もりしげ ひさや）
演 - 近藤真彦
昭和を代表する俳優。テレビ創成期から交流がある。冗談か本気か、徹子のことは何度か口説いていた。
『徹子の部屋』には第1回放送のゲストとして登場した。

### その他
桜町 はるか（さくらまち はるか）
演 - 中尾ミエ
守綱と朝が出会った頃の流行歌手。
有澤（ありさわ）
演 - 橋本大二郎
エミーの実父。伯爵。
清宮 啓二（きよみや けいじ）
演 - 竹財輝之助
牧師。徹子の恋のお相手。戦中、彼も横須賀に出兵していたらしく、乃木坂倶楽部でシイナさんが作るカレーを食べ「懐かしい」と言った。
宮城（みやぎ）
演 - 深沢敦
東洋音楽学校教師。あだ名は豚のように丸々した身体なのにプリンの匂いがすることから「ブタプリン」。
高部 清明（たかべ きよあき）
演 - 松田賢二
シベリア抑留時、守綱のバイオリンに励まされた元兵士。帰還後はお礼に故郷の玉ねぎを持って黒柳家を訪れた。
木島 吉秋（きじま よしあき）
演 - 田野倉雄太
文藝学館の編集者。えつのボーイフレンド（後に結婚）。
吉川 義雄（よしかわ よしお）
演 - 伊藤正之
NHK職員。
金剛丸 五郎（こんごうまる ごろう）
演 - 斉木しげる
徹子がNHK専属俳優に合格した頃の人気俳優。
シノハラ マリ
演 - 広山詞葉
祐介の秘書。

#### 朝の通う東洋音楽学校の人たち
駒田 雪乃（こまだ ゆきの）
演 - 伊藤麻実子
渋井 まち（しぶい まち）
演 - 石橋菜津美
飯塚 その（いいづか その）
演 - 真中乃亜
友部 豊（ともべ ゆたか）
演 - 和田宗太郎
近藤 昭義（こんどう あきよし）
演 - 西ノ園達大
教授。

#### 北千束小学校
菅井 雄二郎（すがい ゆうじろう）
演 - 外波山文明
校長。朝には「お子さんは教育しかねます」と言った。
榎木 カツ（えのき かつ）
演 - 千葉雅子
徹子の担任。机の蓋を何度も開けたり閉めたりする徹子には手を焼く。
仲尾（なかお）
演 - やべけんじ
隣組の担任。

#### 帝都交響楽団
浅原 清治（あさはら きよはる）
演 - 永山たかし
帰還後、隠居に入っていた守綱をコンサートマスターとして交響楽団に戻ってきてほしいと頼む。
綾部 仁
演 - 石井テルユキ
飯森 太一（いいもり たいち）
演 - 斉藤佑介
田之上 晋一（たのうえ しんいち）
演 - 高橋敦

#### 飛竜紅一座
飛竜 紅（ひりゅう くれない）
演 - 岩崎ひろみ
飛竜紅一座の座長。
飛竜 田之助（ひりゅう でんのすけ）
演 - 神保悟志
紅の夫。

## スタッフ
- 原案 - 黒柳徹子
- 脚本 - 大石静
- 主題歌 - 福山雅治「トモエ学園」（アミューズ/ユニバーサル）[9]
- 音楽 - S.E.N.S. Project
- メインテーマ演奏 - 松下奈緒（エピックレコード）
- ナレーション - 大下容子（テレビ朝日アナウンサー）
- 解説放送ナレーション - 田畑祐一（テレビ朝日アナウンサー）
- バイオリン演奏 - 小塚泰、真部裕
- 技術協力 - バスク、ワインドアップ
- 美術協力 - KHKアート
- 音響効果 - スポット
- スタジオ - 東京メディアシティTMC-1
- チーフプロデューサー - 五十嵐文郎（テレビ朝日）
- プロデューサー - 服部宣之（テレビ朝日）、角田正子（クリエーターズマネジメント）、菊地裕幸（クリエーターズマネジメント）
- 協力プロデューサー - 田原敦子（テレビ朝日）
- 演出 - 星田良子、遠藤光貴、朝比奈陽子、青木達也 ほか
- 監督補 - 朝比奈陽子
- 助監督 - 青木達也
- 制作著作 - テレビ朝日

## 放送日程
- 放送期間は制作局のテレビ朝日基準。

| 週     | 放送回                | 放送期間            | 演出       |
| ------ | --------------------- | ------------------- | ---------- |
| 第01週 | 第01 - 05話           | 10月02日 - 10月06日 | 星田良子   |
| 第02週 | 第06 - 10話           | 10月09日 - 10月13日 | 星田良子   |
| 第03週 | 第11 - 15話           | 10月16日 - 10月20日 | 星田良子   |
| 第04週 | 第16 - 20話           | 10月23日 - 10月27日 | 星田良子   |
| 第05週 | 第21 - 25話           | 10月30日 - 11月03日 | 遠藤光貴   |
| 第06週 | 第26 - 30話           | 11月06日 - 11月10日 | 遠藤光貴   |
| 第07週 | 第31 - 35話           | 11月13日 - 11月17日 | 星田良子   |
| 第08週 | 第36 - 40話           | 11月20日 - 11月24日 | 星田良子   |
| 第09週 | 第41 - 42話           | 11月27日 - 11月28日 | 朝比奈陽子 |
| 第09週 | 第43 - 45話           | 11月29日 - 12月01日 | 星田良子   |
| 第10週 | 第46 - 50話           | 12月04日 - 12月08日 | 遠藤光貴   |
| 第11週 | 第51話                | 12月11日            | 遠藤光貴   |
| 第11週 | 第52 - 54話           | 12月12日 - 12月14日 | 星田良子   |
| 第11週 | 第55話                | 12月15日            | 青木達也   |
| 最終週 | 第56話                | 12月18日            | 青木達也   |
| 最終週 | 第57 - 最終（第60）話 | 12月19日 - 12月22日 | 星田良子   |

### 総集編
- スペシャルサタデー第1部・トットちゃん! まとめてみた。（2017年10月28日 10時30分 - 11時40分、テレビ朝日のみ）
  - 第1週 - 第4週放送分の総集編
- スペシャルサタデー第1部・トットちゃん! まとめてみた。（2017年12月16日 10時30分 - 11時40分、テレビ朝日のみ）
  - 最終週を前に、終戦（第6週第29話）以降の放送分から特に評判が高い徹子の父・守綱を中心にまとめた総集編

### 関連番組
- 『サンデープレゼント・生きる伝説!黒柳徹子のヒミツ大解剖SP〜ドラマ「トットちゃん!」放送記念〜』
  - 2017年10月1日 13時55分 - 15時20分（テレビ朝日系列フルネット24局同時ネット）※『徹子の部屋』と『トットちゃん!』の合体SP[22]。

## 受賞
- ギャラクシー賞 2017年12月度月間賞[23]

## 関連商品

### 音楽配信
- 松下奈緒「Lovin' You」（2017年10月25日配信、エピックレコードジャパン）[24]

### サウンドトラック
- S.E.N.S. Project「トットちゃん！ オリジナル・サウンドトラック」（2017年12月6日発売、S.E.N.S. Company、SENS-0001）[25]

### DVD
- トットちゃん! DVD-BOX（2018年3月28日発売、TCエンタテインメント、TCED-3891）[26]